# 초 강왕
초 강왕(楚 康王, ? ~ 기원전 545년)은 중국 초나라의 제24대 군주(재위: 기원전 559년 ~ 기원전 545년)이다. 이름은 소(昭) 또는 초(招)이다. 공왕의 장남이다.

## 생애
초 공왕 때부터 초나라는 진(晉)나라와 패권을 다투었지만 우위를 점하지 못하였는데다가 점점 오(吳)나라와의 전쟁이 장기화되어갔다. 더욱이 기원전 562년에 진나라가 초나라와 친근하던 정나라를 끌어들여 동맹을 맺게 되자 공왕은 어찌 할 도리가 없었다. 기원전 560년에 공왕이 죽고 강왕이 즉위할 때엔 정나라의 대부와 초나라 사람들이 모두 초나라는 이미 진나라와 경쟁을 할 수 없다고 하였다.
기원전 559년, 강왕 원년에 진나라가 제, 송, 노, 위나라 등 여러 제후들의 군사를 연합하여 진(秦)나라를 토벌했다. 진나라가 정나라를 공격해서 결맹할 당시에 진(秦)나라는 초나라와 친하였으므로 정나라를 구원하기 위해 진나라를 토벌하여 역(櫟)의 전투에서 승리하였다. 진나라는 군사를 영도하여 진(秦)의 경내로 깊이 진격하여, 경수(涇水)를 건너게 되었다. 그러자 진(秦) 사람들은 경수에 독을 투하하여 군사들의 공세를 지체시키려고 했다. 진(秦)나라는 끝까지 굴복하지 않았다. 당시 초나라는 진나라를 지원하지 못했고 오나라와 계속 전쟁을 하였고 초나라 군사는 또 오나라에 패배했다.
기원전 557년에 진나라의 평공(平公)이 새로 즉위한지 원년에 군사를 내어 초나라를 토벌했다. 담판(湛阪)의 전투에서 거듭 승리를 거두게 되니, 초나라는 진나라보다 약해진 것이 전장에서 명백하게 드러났다.
기원전 555년에 진나라가 정, 송, 노, 위나라 등 여러 제후들의 군사를 연합하여 제나라를 토벌했다. 제후들의 군사가 제나라 경내로 진격해 들어가서 그 수도를 포위하였다. 초 강왕 즉위 이래, 진나라는 제후들과 연합해 초나라와 동맹국인 진(秦)을 이미 토벌했고, 이번에 제후들을 연합해 한 강국인 제나라를 타격한 것인데, 오히려 초나라로 하여금 진(秦)과 제나라 양대국과 동맹하게 만든 데다가 짧은 몇 년 내에 진나라 군사들이 모두 제의 국경 안으로 모두 들어가 그 실력이 크게 손상되었다. 다만 초나라 영윤이 아직도 병사들을 발동하지 않은 것이었다. 강왕은 영윤에게 고하여 자신이 즉위한지 5년 이래 군사를 내보내지 않은지 오래되었으니, 선왕의 위업을 황폐케 한 것이라고 일컬었다. 이런 엄령 하에, 영윤은 군사를 내보내 진나라를 따르는 정나라를 토벌하여 그 수도를 포위 공격하니 결과적으로 제나라를 지원한 행위였다. 그런데 정나라가 굴복하지 않자 진나라는 기원전 554년에 다시 제나라를 토벌하여 결국 강화를 맺었다. 초나라의 군사적 행동의 효과가 좋지 않았음을 볼 수 있다.
기원전 551년, 초나라에 관기(觀起)라는 사람이 있었는데 영윤 자남(子南)의 총애를 받았다. 그는 지위가 익록(益祿)이 안 되었는데도 말 수십 필을 보유하자 초나라 사람들이 그 일을 재앙의 불씨로 보았다. 강왕도 확실해 벌 주려고 하였다. 자남(子南)의 아들 기질(棄疾)은 강왕의 어사(御士)로 있었다. 강왕은 기질을 볼 때마다 우니 기질이 물었다. "임금께서 세 번이나 눈물을 흘리셨으니 감히 그 이유를 묻습니다. 누가 당신을 울게하는 죄를 저질렀단 말입니까?" 왕이 답하였다. 영윤은 내가 어떻게 할 수도 없는 인물이라는 것은 자네도 잘 알거네만 국가를 위해서 확실한 벌을 주어야 하여서라네. 자네 입장이라는 게 있지 않은가?" 기질이 대답했다. "아비를 도륙하는데 자식의 입장이라니요... 주군께서는 어찌 그런 말을 하시옵니까? 명령하신 것을 누설하는 것은 형벌이 무겁사옵기도 하고 저는 신하이옵니다. 하오니 발설하지 않을 것이옵니다." 강왕은 그 말을 듣자 조정에서 자남을 살해하였고, 관기는 수레 여러 대에 묶여 찢어죽이는 환형(轘刑)을 당했으며 죽어서도 사람들이 구경하도록 전시하였다. 자남을 모시던 사람이 기질에게 청하기를 "자남의 시체가 아직 조정에 있으니 넘겨받아야 하지 않습니까?" 자남 사망 셋째날이 되자 기질은 시신을 요구하였고 강왕은 가져가도록 허락하였다. 장사를 다 지냈을 때였다. 기질을 따르던 사람이 물었다. "어찌 하시겠다는 말을 주십시오." 기질이 말하였다. "나는 내 아비를 살해는 일에 연루가 되었느니라. 어떻게 하겠다는, 아니 어떻게 해보겠다는 게 가당키나 하나?" 그러자 또 물었다. "그러하시다면 결국 신하와 왕의 관계로 남겠다는 말씀이십니까?" 대답하였다. "나는 아비를 저버렸는데, 임금은 나의 원수가 되는 일을 한 사람이다. 나는 더 이상의 인내는 하지 않을 것이다." 그러고는 목을 매고 끝내 죽었다.
기원전 547년에 초나라 대부 초거(椒擧)가 강왕의 시기를 받자 분노하여 진나라로 달아나니, 초나라 대부 채성자(蔡聲子)가 초나라로 돌아와 영윤 자목(子木)과 회담하였다. 진나라와 초나라 양국의 정사를 언급하였으며, 성자가 가리켜 말하기를, "지금 초나라는 음란하고 추잡한 형벌이 많아, 그 대부가 사방으로 달아나 죽게 되었는데, 이를 위하여 임금을 도모하여 초나라에 해를 입힌다면 국가의 병을 치료할 수 없을 것이오."라고 하였다. 이것은 《초재진용(楚材晉用)》의 전고가 되었다.
기원전 545년 겨울, 강왕은 재위 15년 만에 죽었다.

## 대신(大臣)
- 기원전 558년 공자 오(午)가 영윤, 공자 피융(罷戎)이 우윤(右尹), 위자빙(蔿子馮)이 대사마(大司馬), 공자 탁사(橐師)가 우사마(右司馬), 공자 성(成)이 좌사마(左司馬), 굴도(屈到)가 막오(莫敖), 공자 추서(追舒)가 잠윤(箴尹), 굴탕(屈荡)이 연윤(連尹), 양유기(養由基)가 궁구윤(宫厩尹).
- 기원전 552년 공자 오가 죽었는데 위자빙이 영윤직을 거절하여 자남(子南)이 영윤.
- 기원전 551년 강왕이 자남을 죽이고 위자빙을 영윤으로 삼고 공자 기(齮)를 사마(司馬)로 삼음. 굴건(屈建)이 막오(莫敖)가 됨.
- 기원전 548년 위자빙이 죽어 굴건이 영윤이 되고 굴탕이 막오(莫敖)가 됨.| 전 임 아버지 공왕 웅심 | 제24대 초나라의 군주 기원전 559년 ~ 기원전 545년 | 후 임 아들 겹오 웅균 |